# Videojuegos de Harry Potter
Los videojuegos de Harry Potter son una serie de múltiples videojuegos basados en el mundo ficticio de Harry Potter, creado originalmente por J.K. Rowling y distribuido por Electronic Arts y Warner Bros. Interactive Entertainment. Muchos de los videojuegos inspirados en Harry Potter están basados en las novelas y películas del mismo nombre. La serie principal cuenta con un juego por novela, así como con dos para la última. Existen múltiples y distintas versiones de juegos independientes a la serie principal. 
Después del éxito de los primeros juegos, Warner Bros. Interactive creó su propia distribuidora: Portkey Games, y expandió la serie incluyendo dos videojuegos de Lego. La serie es conocida por su uso de realidad aumentada fuera de la serie principal, incluyendo El libro de los hechizos y El libro de las pociones utilizando el PlayStation Eye. Los juegos de la serie principal recibieron reacciones mixtas de la crítica, mientras que los juegos de Lego tuvieron éxito crítico y comercial.

## Desarrollo de la historia

### Adaptaciones de la novela
En general, las adaptaciones de los videojuegos de Harry Potter fueron diseñados para coincidir con el calendario de lanzamiento de la serie cinematográfica. El primer juego de la serie, Harry Potter y la piedra filosofal, fue diseñado por cinco diferentes equipos, creando cinco diferentes versiones, para diferentes consolas. Los juegos fueron desarrollados por Argonaut (PlayStation), Aspyr (Mac OS), Griptonite Games (Game Boy Color y Game Boy Advance), KnowWonder, la computadora personal, y, finalmente, dos años más tarde, por Warthog Games para consolas de sexta generación (GameCube, PlayStation 2 y Xbox). El juego cuenta con acertijos dirigidos "a niños entre ocho y catorce años" y usó mucho del sentimiento de la novela homónima.

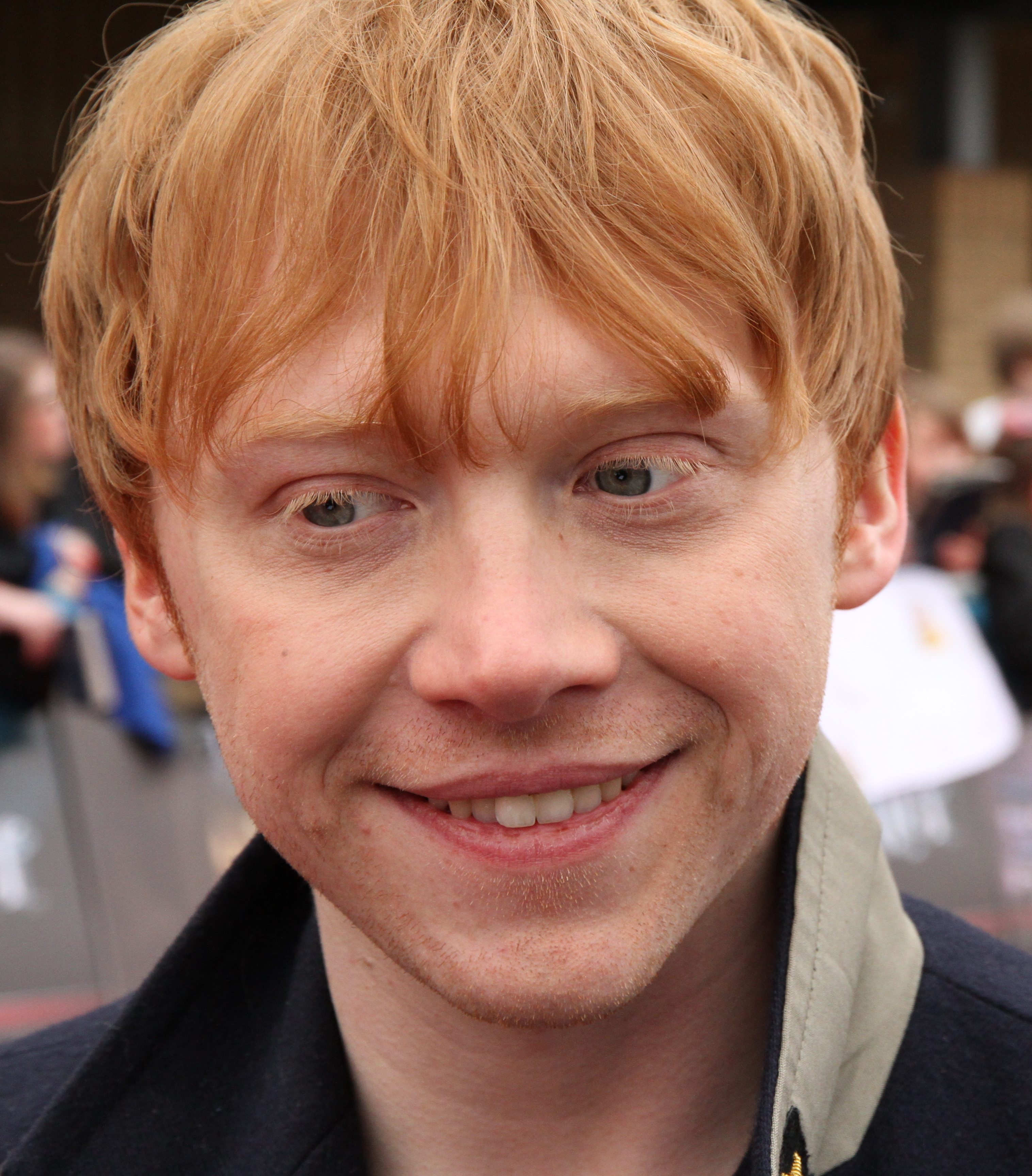
Rupert Grint.

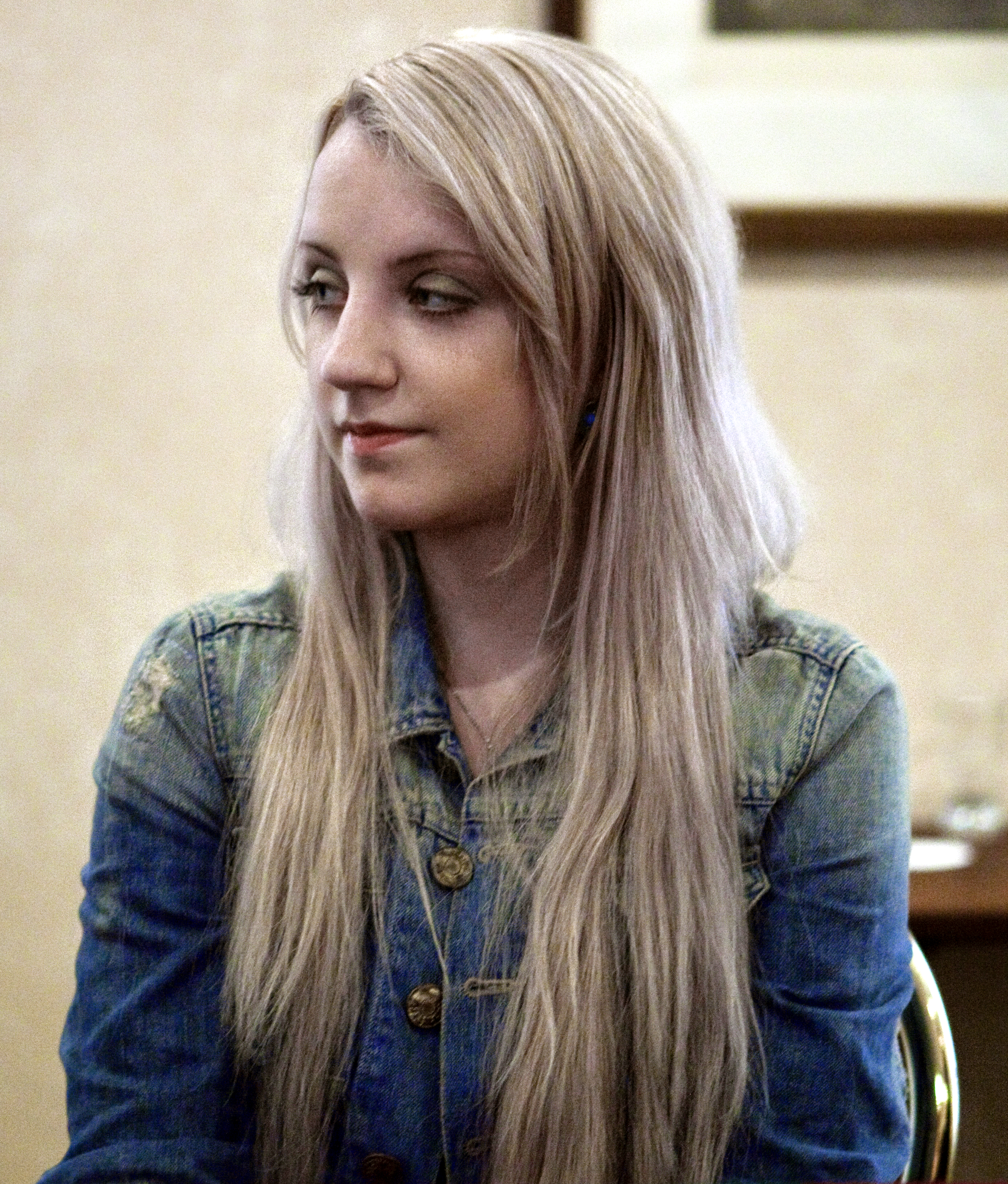
Evanna Lynch.

Con el lanzamiento de Harry Potter y la cámara secreta, los desarrolladores de Eurocom fueron incorporados en los lanzamientos para las consolas de sexta generación (GameCube, PlayStation 2 y Xbox), así como en el de GameBoy Advance. Esta versión incluye nuevos recursos artísticos, específicamente para la "cámara secreta", así como poder volar libremente encima de una escoba en la versión de PlayStation 2, lo cual no era posible en ninguna otra plataforma. Esta versión eliminó muchas de las secciones de acertijos que se encontraban en el primer juego y, en cambio, las reemplazó con más acción y batallas con jefes. Sin embargo, la versión para PC siguió siendo realizada por KnowWonder, la cual usó muchos de los recursos artísticos utilizados en La piedra filosofal y retuvo un juego más orientado a la lógica.
El primer juego de la serie en incorporar el género de rol (RPG) fue Harry Potter y el prisionero de Azkaban, cuando la versión de GameBoy Advance cambió a este género, asemejándose a Chrono Trigger o Pokémon según GameSpot. La tercera entrega también contó con juegos separados para la versión de PC, realizados por KnowWonder, y una versión para consolas, en esta ocasión realizada por el mismo Electronic Arts UK. Ambas versiones añadieron la característica multijugador, haciendo de Harry, Hermione y Ron personajes con los que era posible jugar.
Después de El prisionero de Azkaban, EA se encargaría de crear todas las versiones del juego, con los lanzamientos de PC y Mac siendo versiones portadas de las consolas. En Harry Potter y el cáliz de fuego, el estilo de los anteriores títulos se vio reducido a un sistema más lineal y basado en niveles, con los personajes siguiendo ciertas escenas de la película. Los componentes de multijugador también se tuvieron en cuenta con el lanzamiento, con hasta tres usuarios pudiendo jugar en la misma consola.
Con Harry Potter y la Orden del Fénix, el equipo de EA Bright Light tuvo más interacción con la autora de las novelas J.K. Rowling, al intentar crear juegos de cartas dentro del mismo videojuego; se reveló después que las reglas creadas en el juego serían las reglas oficiales en el canon. Este juego también marcó la primera vez que se haría uso de la captura de movimientos de actores de la serie de películas, incluyendo a Rupert Grint y Evanna Lynch.
En el 2009 fue lanzado Harry Potter y el misterio del príncipe, después de haber sido planeado originalmente para el 2008, fue retrasado seis meses para coincidir con el estreno de la película del mismo nombre. Este juego retiró el componente de multijugador presentado en los dos juegos anteriores, y aunque se puede jugar como Ron o Ginny Weasley, solo es posible hacerlo en ciertas locaciones.
En los últimos dos juegos de la serie principal, Harry Potter y las Reliquias de la Muerte – Parte 1 y Parte 2, la serie se mudó de Hogwarts y usó lugares como el Ministerio de Magia, así como una mecánica de sigilo y combate similar a la que se puede encontrar en juegos de disparos en primera persona modernos. El Jefe de Producción de EA Bright Light, Jonathan Bunney, dijo que las últimas dos entregas serían "juegos más oscuros y orientados a la acción".

### Otros
En el 2002, después del lanzamiento de La cámara secreta, EA trabajó con el desarrollador de la versión para GBA, Magic Pockets, para producir un juego basado en quidditch.

Debido a la fecha programada para el estreno de la película de El prisionero de Azkaban, no hubo ningún lanzamiento en el 2003, siendo, en su lugar, reemplazado por este juego, titulado Harry Potter: Quidditch Copa del Mundo. A pesar de que había quidditch tanto en La piedra filosofal como en La cámara secreta, el jugador solo podía controlar a Potter en los partidos, en la posición de buscador. Con el lanzamiento de Quidditch Copa del Mundo, el juego le permitía a los jugadores controlar a los cazadores y, a través de minijuegos, al resto de los miembros del equipo. El juego contaba con la posibilidad de desempeñar los partidos en Hogwarts y de manera internacional.
Después del lanzamiento de Lego de un conjunto temático especial de Harry Potter, Lego Harry Potter, Traveller's Tales anunció el lanzamiento de un videojuego de Lego Harry Potter, siguiendo la misma línea que Lego Indiana Jones y Lego Star Wars, en el 2010, aunque las noticias habían sido filtradas desde 2009. La serie fue dividida en dos, con Lego Harry Potter: Años 1–4 siendo lanzado en 2010 y Lego Harry Potter: Años 5–7 el año siguiente.
Los dos años siguientes, 2012 y 2013, vieron la creación de dos juegos en realidad aumentada, titulados simplemente El libro de los hechizos y El libro de las pociones, ambos para el PlayStation 3. Los juegos usaban el mando del PlayStation Move, así como el accesorio llamado Wonderbook para el PlayStation Eye. El Wonderbook fue vendido junto al Libro de los hechizos, permitiendo a los jugadores ver una versión en realidad aumentada de los libros en la vida real.
El 2017 vio el lanzamiento de una empresa editorial de la marca Harry Potter, trabajando de cerca con Warner Bros para publicar juegos de Potter en teléfonos inteligentes y tabletas, conocida como Portkey Games. La empresa se asoció con Jam City para lanzar Harry Potter: Hogwarts Mystery en marzo de 2018 para iOS y Android. El juego ofrece una serie derivada nueva del universo de Potter, ubicado tiempo antes de Harry Potter, dentro de Hogwarts. El juego cuenta con características similares a los juegos freemium, como  tiempos de espera y microtransacciones.
Planeado para ser lanzado en 2018, siguiendo en la misma línea que Pokémon GO, Niantic estrenará Harry Potter: Wizards Unite, un juego de realidad aumentada similar a GO, permitiendo al jugador ver el mundo a través del teléfono inteligente.

### Colecciones
Además del lanzamiento de los juegos de Harry Potter de manera individual en su momento, ha habido publicación de colecciones. En el 2005, "World of Harry Potter" fue publicado para PC, conteniendo los cuatro primeros juegos de la novela, incluyendo el juego Quidditch Copa del Mundo. En el 2007, se publicó una colección de PlayStation 2 conocida simplemente como Harry Potter Collection con los tres primeros juegos.

## Jugabilidad
En los juegos de Harry Potter, por lo general, los modos de juego son de lógica, aunque en algunos de ellos se minoriza este modo para darle más importancia a escenas orientadas a la acción. Los lanzamientos de la serie generalmente siguen la trama de la respectiva novela, con el protagonista aprendiendo hechizos u otras técnicas en clases impartidas dentro del colegio Hogwarts. Usualmente estos hechizos se utilizan para resolver los acertijos que se presentan, mientras que otros son similares a los utilizados en Harry Potter (como Wingardium Leviosa, que se usa para hacer que los objetos leviten), otros hechizos son exclusivos de los videojuegos (como Flipendo, un hechizo de ataque, que se usa para empujar objetos o Espongificación, que convierte un objeto en una plataforma de rebote.)
Los primeros juegos de la serie también contenían "secretos", una lista de objetos ocultos. Los juegos tenían "grageas", basadas en las "Grageas Bertie Bott de Todos los Sabores", usadas como moneda y Cromos de Brujas y Magos Famosos, que eran coleccionables. Las entregas de La Orden del Fénix y El Misterio del Príncipe llevaron una jugabilidad más libre, casi al estilo de la saga Grand Theft Auto de Rockstar Games, pudiendo explorar Hogwarts, sin embargo las misiones eran lineales. Los juegos posteriores (las dos últimas entregas, específicamente) emplearon secciones de disparos en primera persona y sigilo.

## Lanzamientos
| Año  | Título                                              | Plataforma(s)                                    | Plataforma(s)    | Plataforma(s)                                                  | Marca(s) desarrolladora(s)                                                           |
| Año  | Título                                              | Consola                                          | Computadora      | Consola portátil                                               | Marca(s) desarrolladora(s)                                                           |
| ---- | --------------------------------------------------- | ------------------------------------------------ | ---------------- | -------------------------------------------------------------- | ------------------------------------------------------------------------------------ |
| 2001 | Harry Potter y la piedra filosofal                  | PlayStation PlayStation 2 Xbox GameCube          | Windows Mac OS X | Game Boy Color Game Boy Advance                                | - PlayStation Greatest Hits                                                          |
| 2002 | Harry Potter y la cámara secreta                    | PlayStation PlayStation 2 Xbox GameCube          | Windows Mac OS X | Game Boy Color Game Boy Advance                                | - PlayStation 2 Greatest Hits - Xbox Platinum Family Hits - GameCube Player's Choice |
| 2003 | Harry Potter: Quidditch Copa del Mundo              | PlayStation 2 Xbox GameCube                      | Windows          | Game Boy Advance                                               | - PlayStation 2 Greatest Hits - Xbox Platinum Family Hits                            |
| 2004 | Harry Potter y el prisionero de Azkaban             | PlayStation 2 Xbox GameCube                      | Windows          | Game Boy Advance                                               | - PlayStation 2 Greatest Hits - Xbox Platinum Family Hits - GameCube Player's Choice |
| 2005 | Harry Potter y el cáliz de fuego                    | PlayStation 2 Xbox GameCube                      | Windows          | Game Boy Advance Nintendo DS PlayStation Portable              | - PlayStation 2 Greatest Hits                                                        |
| 2007 | Harry Potter y la Orden del Fénix                   | PlayStation 2 PlayStation 3 Xbox 360 Wii         | Windows Mac OS X | Game Boy Advance Nintendo DS PlayStation Portable              | —                                                                                    |
| 2009 | Harry Potter y el misterio del príncipe             | PlayStation 2 PlayStation 3 Xbox 360 Wii         | Windows Mac OS X | Nintendo DS PlayStation Portable Videojuego para móviles       | —                                                                                    |
| 2010 | Lego Harry Potter: Años 1–4                         | PlayStation 3 Xbox 360 Wii                       | Windows Mac OS X | Nintendo DS PlayStation Portable                               | —                                                                                    |
| 2010 | Harry Potter y las Reliquias de la Muerte – Parte 1 | PlayStation 3 Xbox 360 Wii                       | Windows          | Nintendo DS                                                    | —                                                                                    |
| 2011 | Harry Potter y las Reliquias de la Muerte – Parte 2 | PlayStation 3 Xbox 360 Wii                       | Windows          | Nintendo DS                                                    | —                                                                                    |
| 2011 | Lego Harry Potter: Años 5–7                         | PlayStation 3 Xbox 360 Wii                       | Windows Mac OS X | Nintendo DS PlayStation Portable Nintendo 3DS PlayStation Vita | —                                                                                    |
| 2011 | Harry Potter for Kinect                             | Xbox 360                                         | —                | —                                                              | —                                                                                    |
| 2012 | El libro de los hechizos                            | PlayStation 3                                    | —                | —                                                              | —                                                                                    |
| 2013 | El libro de las pociones                            | PlayStation 3                                    | —                | —                                                              | —                                                                                    |
| 2018 | Harry Potter: Hogwarts Mystery                      | —                                                | —                | iOS Android                                                    | —                                                                                    |
| 2019 | Harry Potter: Wizards Unite                         | —                                                | —                | iOS Android                                                    | —                                                                                    |
| 2023 | Hogwarts Legacy                                     | PlayStation 4 PlayStation 5 Xbox One Xbox Series | Windows          | —                                                              | —                                                                                    |
| 2024 | Harry Potter: Quidditch Champions                   | PlayStation 4 PlayStation 5 Xbox One Xbox Series | Windows          | Nintendo Switch                                                | —                                                                                    |